# Закон жизни
«Зако́н жи́зни» — советский художественный фильм, снятый в 1940 году по сценарию Александра Авдеенко режиссёрами Борисом Ивановым и Александром Столпером. Фильм вышел на экраны в начале августа 1940 года и шёл всего несколько дней — был спешно изъят после анонимной рецензии в газете «Правда».

## Сюжет
Сергей Паромов просит разрешения ректора Бабанова о проведении прощального вечера в стенах мединститута. С дочерью Бабанова Наташей его связывают романтические отношения. На вечере неожиданно появляется секретарь комсомола Огнерубов, проповедующий студентам «извращённые ценности» в духе «каждому по потребностям». Вечер превращается в пьянку. Сергей Паромов пытается безуспешно взывать к совести студентов. Однако все они, включая Наташу, совершенно очарованы Огнерубовым. С которым, в итоге, Наташа уезжает встречать рассвет на море.
Сергей Паромов вступает в борьбу с Огнерубовым посредством печатного слова. К сожалению, мало кто может поверить, что борьба его не связана с простой ревностью. Однако на решающем собрании комсомола выступает сестра Наташи Нина, которой есть что рассказать о моральном облике Огнерубова: оказывается, Огнерубов бросил её с ребёнком несколько лет назад. Этот факт решает исход собрания в пользу Сергея Паромова. Кульминацией фильма является речь Сергея Паромова о моральном облике комсомольца.
В финале фильма Сергей Паромов становится новым секретарём комсомола.

## В ролях
| Актёр              | Роль                                           |
| ------------------ | ---------------------------------------------- |
| Даниил Сагал       | Сергей Паромов                                 |
| Освальд Глазунов   | Бабанов Матвей Георгиевич, ректор Мединститута |
| Нина Зорская       | Наташа Бабанова                                |
| Александр Лукьянов | Огнерубов                                      |
| Анна Запорожец     | Клавдия Степановна                             |
| Елена Кондратьева  | Нина Бабанова                                  |
| Алексей Алексеев   | Игорь Саратовский                              |
| Михаил Сидоркин    | Власыч                                         |

## История создания
Показ первой версии картины состоялся в ЦК ВЛКСМ. По результатам предварительного обсуждения было постановлено переделать картину, для чего режиссёры обратились к С. Ермолинскому. Поскольку А. Авдеенко в это время был командирован газетой «Правда», то не мог принимать участия в переделках сценария.
 В результате доработки была, например, добавлена сцена с черепом («пить или не пить? Вот в чём вопрос»), пародирующая Гамлета, —  Авдеенко отрицал, что эта сцена изначально была в его сценарии.

## Восприятие
Фильм вышел на экраны 7 августа 1940 года и получил хорошие рецензии в газетах «Известия» и «Кино». В рецензии «Кино» отмечалось, что фильм заслуживает внимания за «искренность, темперамент, подлинную правду и глубокий смысл материала». Однако 16 августа последовала разгромная рецензия в «Правде»:

На пьянку и разложение подбивает студенческую молодежь руководящий комсомольский работник Огнерубов — циник, внутренне гнилой человек, враг, разлагающий молодёжь, через быт пытающийся внушить ей вражеские идеи. Авторы фильма дают полный простор своему герою Огнерубову, проповедующему беспорядочную любовь и разврат. По фильму выходит, что эта вражеская проповедь Огнерубова безотказно находит доступ к сердцам и умам студентов, завтрашних врачей, и «принципы» Огнерубова реализуются тут же, в аудитории, в пьяной оргии.
— 
Рецензия была написана В. Кружковым и отредактирована А. Ждановым; по другим сведениям статью писал сам И. Сталин. Основная идея — отрицательные герои в картине показаны более сильными, чем положительные, истинное лицо автора — это отрицательные герои картины.
Копии фильма в кинотеатрах были опечатаны сотрудниками НКВД в день выхода статьи. По воспоминаниям автора сценария, он так и не успел посмотреть финальную версию фильма.
24 августа в «Правде» была опубликована новая статья, посвящённая обсуждению статьи «Фальшивый фильм» на «Мосфильме». Отмечалось, что фильм стал «крупным политическим и творческим провалом». Выступления сотрудников «Мосфильма», например, второго режиссёра Б. Иванова, оценивались как недостаточно самокритичные.
9 сентября 1940 года режиссёры и автор сценария фильма были вызваны в ЦК для объяснений. Разгрому был подвергнут прежде всего автор сценария Александр Авдеенко. По воспоминаниям К. Симонова, когда кто-то обратил внимание И. Сталина на режиссёров, Сталин сказал «А что они? Они только крутили то, что он им написал». В протоколах заседания такие слова Сталина не приводятся. Кроме самого сценария был также раскритикован неопубликованный роман Авдеенко «Государство — это я», а также некоторые газетные очерки, прежде всего «В Черновицах». Александр Авдеенко вспоминает такие слова И. Сталина:

По-моему, Авдеенко пишет не о том, о чём думает, что чувствует. Он не понимает, не любит Советскую власть. Авдеенко — человек в маске, вражеское охвостье. Говорят, он был рабочим. А разве мы не знаем таких случаев, когда бывший рабочий становился нашим заклятым врагом? Разве у нас мало случаев, когда человек, имеющий в кармане партбилет, выходит на антипартийную дорогу?
— «Наказание без преступления» 1991
Вскоре после заседания ЦК Александр Авдеенко был выселен из дома, где проживал с семьёй, и исключён из Союза писателей и партии. Других репрессий не последовало.
Фильм сохранился, но не демонстрировался более 60 лет, впоследствии был показан по каналу «Культура» в программе «Шедевры старого кино». Рассуждая о фильме, позднейшие исследователи отмечали, что фильм отобразил советскую жизнь точнее, чем то позволял социалистический реализм.